# Ira Levin
Pour les articles homonymes, voir Levin.
Œuvres principales
- Un bébé pour Rosemary
- Un bonheur insoutenable
- Les Femmes de Stepford

Ira Levin /ˈaɪɹə ˈlɛvɪn/, né le 27 août 1929 à New York et mort le 12 novembre 2007  dans la même ville, est un écrivain américain, auteur de pièces de théâtre et de romans touchant les genres du fantastique, de la science-fiction, du policier et du thriller.

## Biographie
Il étudie à l'université Drake à Des Moines dans l'Iowa, puis s'inscrit à l'université de New York et obtient son diplôme en littérature anglaise et philosophie en 1950. 
Il entreprend une carrière de scénariste à la télévision, mais le succès rencontré par La Couronne de cuivre, un roman policier inspiré d'Une tragédie américaine de Theodore Dreiser, est suivi de la publication de plusieurs best-sellers touchant divers genres romanesques qui sont écrits en prévision d'adaptations cinématographiques, les droits étant achetés avant même la publication des textes, exception faite du roman d'anticipation: Un bonheur insoutenable. 
Sa production romanesque possède de réelles qualités : Un bébé pour Rosemary, par exemple, devient un classique du roman fantastique avant même la célèbre adaptation cinématographique qu'en fait Roman Polanski avec Mia Farrow et John Cassavetes, Rosemary's Baby.
Ira Levin est aussi un dramaturge estimé. Ses pièces, jouées à Londres et New York, sont ensuite montées partout dans le monde. Piège mortel (Deathtrap), pièce jouée sans interruption entre 1978 et 1982, détient encore le record de longévité sur Broadway pour une comédie policière avec près de 1800 représentations. Elle est nommée pour le Tony Award de la meilleure pièce en 1978.
Levin meurt d'une crise cardiaque à son domicile de Manhattan, le 12 novembre 2007.

## Œuvre

### Romans
- A Kiss Before Dying (1953) La Couronne de cuivre, traduit par Jane Filion, Genève, Ditis, coll. « Détective-club-Suisse » no 102, 1954 ; réédition, Paris, Ditis, coll. « Détective-Club » no 75, 1954 ; réédition, Paris, Ditis, coll. « La Chouette » no 28, 1956 ; réédition, Paris, J'ai lu, coll. « policier » no 12, 1964 ; réédition, Paris, J'ai lu no 449, 1972 ; réédition, Paris, Librairie des Champs-Élysées, coll. « Le Masque » no 1895, 1987  (ISBN 2-7024-1776-0)
- Rosemary's Baby (1967) Un bébé pour Rosemary, traduit par Élisabeth Janvier, Paris, Robert Laffont, 1968 ; réédition, Paris, J'ai lu no 342, 1970 [Réimpr. 1995 et 2002]
- This Perfect Day (1970) Un bonheur insoutenable, traduit par Frank Straschitz, Paris, Robert Laffont, 1970 ; réédition, Paris, J'ai lu no 434, 1972  (ISBN 2-290-33285-2) Un bonheur insoutenable, traduit par Sébatien Guillot, Paris, Éditions Nouveau Millénaires, 2018  (ISBN 978-2-290-15542-4)
- The Stepford Wives (1972) Les Femmes de Stepford, traduit par Norman Gritz et Tanette Prigent, Paris, Albin Michel, 1974 ; réédition, Paris, J'ai lu no 649, 1976 ; réédition dans une traduction révisée par Sébastien Guillot, Paris, J'ai lu no 649, 2018  (ISBN 978-2-290-17274-2)
- The Boys from Brazil (1976) Ces garçons qui venaient du Brésil, traduit par Bernard Oudin, Paris, Robert Laffont, coll. « Best-sellers. Suspense », 1977 ; réédition, Paris, J'ai lu no 906, 1979  (ISBN 2-277-11906-7)
- Sliver (1991) Sliver, traduit par Anne Rabinovitch, Paris, Denoël, 1991 ; réédition, Paris, Pocket no 4698, 1993
- Son of Rosemary (1997) Le Fils de Rosemary, traduit par Iawa Tate, Paris, J'ai lu no 5866, 2001 ; réédition, Paris, Robert Laffont, coll. « Pavillons poche », 2011

### Théâtre

#### Pièces de théâtre
- No Time for Sergeants (1956) Sergent je vous aime, adaptation française de Hélène Fréderique Lara et Randal Lemoine, Paris, Théâtre Sarah Bernhardt, 1959
- Interlock (1958)
- Critic's Choice (1960)
- General Seeger (1962)
- Dr Cook's Garden (1968)
- Veronica's Room (1974)
- Deathtrap (1978)
  - Le Piège, adaptation française de Jean Cau, mise en scène de Riggs O'Hara, Paris, Théâtre Edouard VII, 1979.
  - Piège mortel, mise en scène Éric Métayer. Adaptation : Gérald Sibleyras. Création le 19 janvier 2017 : Théâtre La Bruyère (Paris).
  - Piège mortel, mise en scène Jean Mourière. Adaptation : Gérald Sibleyras. Création le 19 février 2018 au Théâtre des Salinières (Bordeaux).
- Break a Leg: A Comedy in Two Acts (1981)
- Cantorial (1982)

#### Comédie musicale
- Drat! The Cat! (1965), échec cuisant sur Broadway avec moins de 20 représentations[2]

## Filmographie

### Adaptations à la télévision
- 1958 : Sylvia, d'après la nouvelle de l'auteur, adaptée pour la série Alfred Hitchcock Presents, saison 3 (CBS)
- 2003 : Soirée d'angoisse, téléfilm de John Badham, tiré de la pièce Footsteps.
- 2014 : Rosemary's Baby, mini-série télévisée américaine en 2 parties réalisée par Agnieszka Holland.

### Adaptations au cinéma
- 1956 : Baiser mortel (A Kiss Before Dying), film américain réalisé par Gerd Oswald, adaptation du roman La Couronne de cuivre (A Kiss Before Dying)
- 1958 : Deux Farfelus au régiment (No Time for Sergeants), film américain réalisé par Mervyn LeRoy, adaptation de la pièce No Time for Sergeants.
- 1963 : Ma femme est sans critique (Critic's Choice) de Don Weis, d'après la pièce de l'auteur.
- 1968 : Rosemary's Baby, film américain réalisé par Roman Polanski
- 1975 : Les Femmes de Stepford (The Stepford Wives), film américain réalisé par Bryan Forbes
- 1978 : Ces garçons qui venaient du Brésil (The Boys from Brazil), film britannico-américain réalisé par Franklin Schaffner
- 1982 : Piège mortel (Deathtrap), film américain réalisé par Sidney Lumet
- 1991 : Un baiser avant de mourir (A Kiss Before Dying), film britannico-américain réalisé par James Dearden, adaptation du roman La Couronne de cuivre (A Kiss Before Dying)
- 1993 : Sliver, film américain réalisé par Phillip Noyce
- 2004 : Et l'homme créa la femme (The Stepford Wives), film américain réalisé par Frank Oz, adaptation du roman Les Femmes de Stepford (The Stepford Wives)

## Prix et distinctions
- Prix Edgar-Allan-Poe du meilleur premier roman d’un auteur américain 1954 pour La Couronne de cuivre
- Nomination Tony Award de la meilleure pièce 1978 pour Piège mortel (Deathtrap)
- Prix Prometheus temple de la renommée 1992 pour Un bonheur insoutenable (The Perfect Day)
- Grand Master Award 2003

### Sources
- Claude Mesplède (dir.), Dictionnaire des littératures policières, vol. 2 : J - Z, Nantes, Joseph K, coll. « Temps noir », 2007, 1086 p. (ISBN 978-2-910-68645-1, OCLC 315873361), p. 198-199.